# Ben Carson

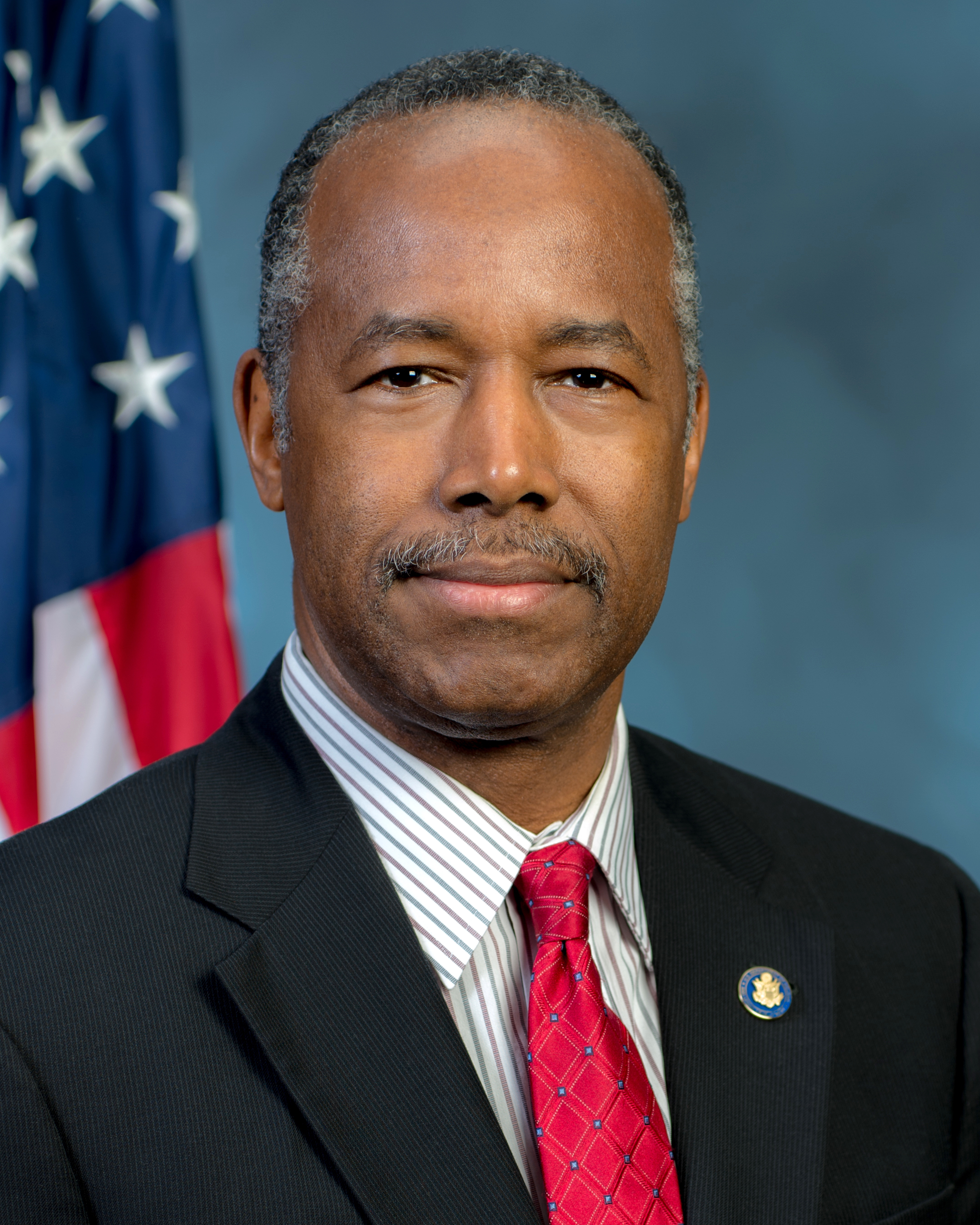
Ben Carson (2017)

Benjamin Solomon „Ben“ Carson, Sr. (* 18. September 1951 in Detroit, Michigan) ist ein US-amerikanischer Politiker, pensionierter Neurochirurg, Autor, Verschwörungstheoretiker und konservativer politischer Kommentator. Bekannt wurde er durch Trennungsoperationen siamesischer Zwillinge. Er war von März 2017 bis Januar 2021 Minister für Wohnungsbau und Stadtentwicklung im Kabinett Trump I, nachdem er sich um die Nominierung durch die Republikaner für die US-Präsidentschaftswahl 2016 beworben hatte.

## Herkunft
Ben Carson stammt aus einem Ghetto Detroits. Als er acht war, ließen sich seine Eltern scheiden. Fortan erzog seine Mutter Sonya Carson, die lange an Depressionen litt, ihn und seinen Bruder allein. Seine Mutter, die selbst nur drei Jahre die Schule besucht hatte, schickte ihn wöchentlich in die Bibliothek, um seine schulischen Leistungen zu verbessern und rückblickend bekannte der bekennende Siebenten-Tags-Adventist, dass Gott und die Liebe der Mutter ihm Halt und Antrieb im Leben gaben. Ben Carson lebt mit seiner Frau Candy Carson, seinen drei Söhnen und seiner Mutter zusammen.

## Medizinische Karriere
Carson absolvierte 1973 ein Psychologie-Studium an der Yale University und wechselte anschließend  in ein Studium an der medizinischen Fakultät der University of Michigan, das er 1977 beendete. Im Anschluss daran nahm er am Johns Hopkins Hospital an einem Ausbildungsprogramm als Assistenzarzt in der Neurochirurgie teil. 1984 wurde er zum Chefarzt der Neurochirurgie an der Johns-Hopkins-Klinik gewählt. Damit war er der jüngste Chefarzt in den USA. Im Jahr 2013 beendete er seine medizinische Karriere.
Bekannt ist Ben Carson insbesondere für seine Trennungsoperationen an siamesischen Zwillingen.

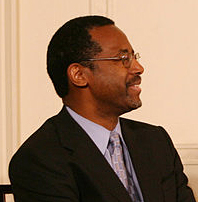
Am 19. Juni 2008 wurde Ben Carson im Weißen Haus durch Präsident George W. Bush die Presidential Medal of Freedom verliehen.

Seine erste Trennung siamesischer Zwillinge nahm Carson 1987 im Johns Hopkins Hospital vor. Benjamin und Patrick Binder aus Ulm waren am Kopf zusammengewachsen (Kraniopagus) und überlebten die Operation, waren danach jedoch geistig behindert.
Die nächste Trennungsoperation nahm er 1994 im südafrikanischen Pretoria an den neun Monate alten Mädchen Mahlatse und Nthabiseng Makwaeba vor. Nthabiseng starb wenige Stunden nach der zwanzigstündigen Operation an Herzversagen, Mahlatse starb einen Tag später an Nierenversagen. Wie sich herausstellte, lebten die ebenfalls am Kopf zusammengewachsenen Zwillinge symbiotisch, hatten jedoch aufgrund ihres Gesundheitszustandes ohne die Operation keine gemeinsame Überlebenschance.
Im selben Krankenhaus in Pretoria leitete er 1997 die Trennungsoperation der sambischen Brüder Joseph und Luka Banda. Die elf Monate alten Kinder waren die ersten Kraniopagus-Zwillinge mit gegensätzlicher Blickrichtung, die die Operation ohne geistige Behinderung überlebten.
Carson gehörte 2003 dem Team an, das in Singapur die 29 Jahre alten iranischen Zwillinge Ladan und Laleh Bijani trennen sollte. Die Operation galt bei den bereits erwachsenen Patienten als risikoreich, letztlich starben beide Schwestern während der über 50 Stunden langen Operation an Blutverlust.
Im September 2004 leitete er im Johns-Hopkins-Hospital die Trennungsoperation der einjährigen Lea und Tabea Block aus Lemgo. Tabea starb bei der 30-stündigen Operation, ihre Schwester war zeitweilig fast blind, kann jedoch ein eingeschränkt normales Leben führen.
Neben seiner Arbeit als Neurochirurg veröffentlichte Ben Carson sechs Bücher bei der internationalen christlichen Mediengruppe Zondervan, die zum amerikanischen Verlag HarperCollins gehört. Mitte 2013 gab er seine Arbeit als Neurochirurg auf; seitdem ist er als Redner und Kommentator für konservative Gruppen und Medien wie Fox News aufgetreten.

## Politik

### Kandidatur für die amerikanische Präsidentschaftswahl 2016

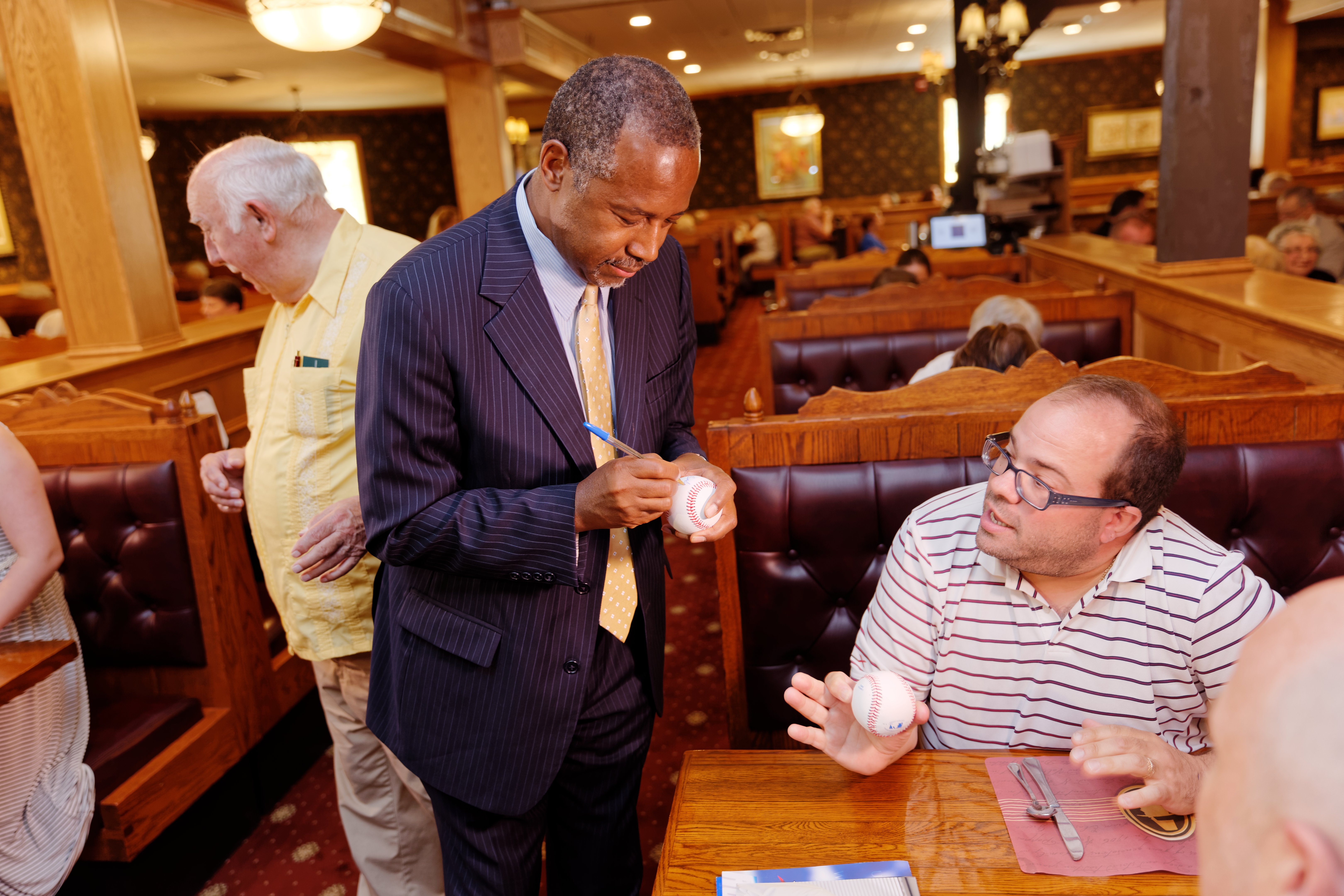
August 2015: Carson gibt Autogramme auf einer Wahlkampfreise in New Hampshire

Ende Juli 2014 kündigte Ben Carson an, dass er als Kandidat der Republikanischen Partei zu den US-Präsidentschaftswahlen 2016 antreten werde.
Ben Carson vertritt äußerst kontroverse Positionen. So bestreitet er den wissenschaftlichen Konsens (Klimatologie), dass die gestiegene Konzentration der vom Menschen in die Erdatmosphäre freigesetzten Treibhausgase mit hoher Wahrscheinlichkeit die wichtigste Ursache der Globalen Erwärmung ist. Weiterhin ist Ben Carson für die Abschaffung von Medicare, einem Sozialversicherungs-Programm, das die Krankenversicherung für 49 Millionen US-Senioren gewährleistet. Die Gleichstellung homosexueller Partnerschaften mit der heterosexuellen Ehe lehnt er ab und verglich in diesem Zusammenhang Homosexuelle mit Pädophilen. Im Oktober 2015 erregte er Aufsehen durch seine Behauptung, strenge Waffenkontrollgesetze hätten den Holocaust begünstigt. Im November 2015 behauptete er, die ägyptischen Pyramiden seien keine Pharaonengräber, sondern die biblischen Kornspeicher, die Josef angelegt habe.
Trotz (oder wegen) seiner extremen Positionen und bedingt durch die Stimmung an der republikanischen Parteibasis, die derzeit politische Quereinsteiger gegenüber erfahrenen Amtsträgern bevorzugt, gelang es Carson, ab Anfang September 2015 in parteiinternen Umfragen fast konstant den zweiten Platz einzunehmen. Er überholte damit prominente Republikaner wie Jeb Bush, Chris Christie oder Rand Paul. Vor Carson rangierte in Umfragen während des Spätsommers 2015 lediglich der milliardenschwere Immobilienunternehmer Donald Trump, der vor allem durch seine Medienpräsenz und sein Auftreten gegen das politische Establishment stark an Zustimmung gewann. In einer gemeinsamen Umfrage des TV-Senders CBS News und der The New York Times lag Carson Ende Oktober sogar vier Prozentpunkte vor Trump. Andere Umfragen aus derselben Woche ergaben jedoch einen teils deutlich zweistelligen Vorsprung für den Unternehmer. Anfang November gelang es Carson erstmals, in der Umfrageaggregation der Website RealClearPolitics an Trump vorbei knapp auf den ersten Platz der republikanischen Bewerber zu ziehen. Wenige Tage später verdrängte Trump ihn wieder knapp von der Spitzenposition. Nach bei der Huffington Post veröffentlichten Umfragen erreichte Carson bis Mitte November aggregiert rund 20 Prozent der befragten republikanischen Wähler. Damit nimmt er nach Trump (28 Prozent) den zweiten Platz ein. Alle anderen der insgesamt 15 Kandidaten lagen um mindestens sieben Prozentpunkte hinter Carson zurück.
Im Vorfeld der dritten Fernsehdebatte der Republikaner Ende Oktober drohte Carson mit seinem Fernbleiben, sollte das Format nicht auf eine Dauer von zwei statt der geplanten drei Stunden beschränkt werden. Zuvor war die zweite (dreistündige) Debatte als zu langatmig in die öffentliche Kritik geraten. Die Initiative zur Androhung eines Boykotts ging von Donald Trump aus, der dem Sender CNBC vorwarf, durch eine längere Sendedauer mehr Werbeeinnahmen generieren zu wollen. Auf Trumps Nachfrage schloss sich Carson der Boykottdrohung an. CNBC gab anschließend dem Druck der beiden in Umfragen führenden Bewerber nach. Carson war über mehrere Monate der erfolgreichste Fundraiser der republikanischen Kandidaten.
Einen Rückschlag in seinem Wahlkampf erlitt Carson im November 2015, da sich herausstellte, dass er kein umfassendes Stipendium von West Point bekommen hatte, wie er in seinen Biografien behauptete. Bis Jahresende 2015 fiel Carson in Umfragen hinter Donald Trump, Ted Cruz und Marco Rubio auf den vierten Platz für die republikanische Spitzenkandidatur zurück. Gleichzeitig trennte er sich von mehreren seiner extrem erfolgreichen Fundraiser und Wahlkampfmanager, wobei die Gründe zunächst unklar blieben.
Nachdem Mitte Januar 2016 bei einem Verkehrsunfall ein Wahlkampfhelfer Carsons ums Leben kam sowie drei weitere schwer verletzt wurden, setzte er seinen aktiven Wahlkampf für einige Tage aus Respekt gegenüber den Hinterbliebenen aus.

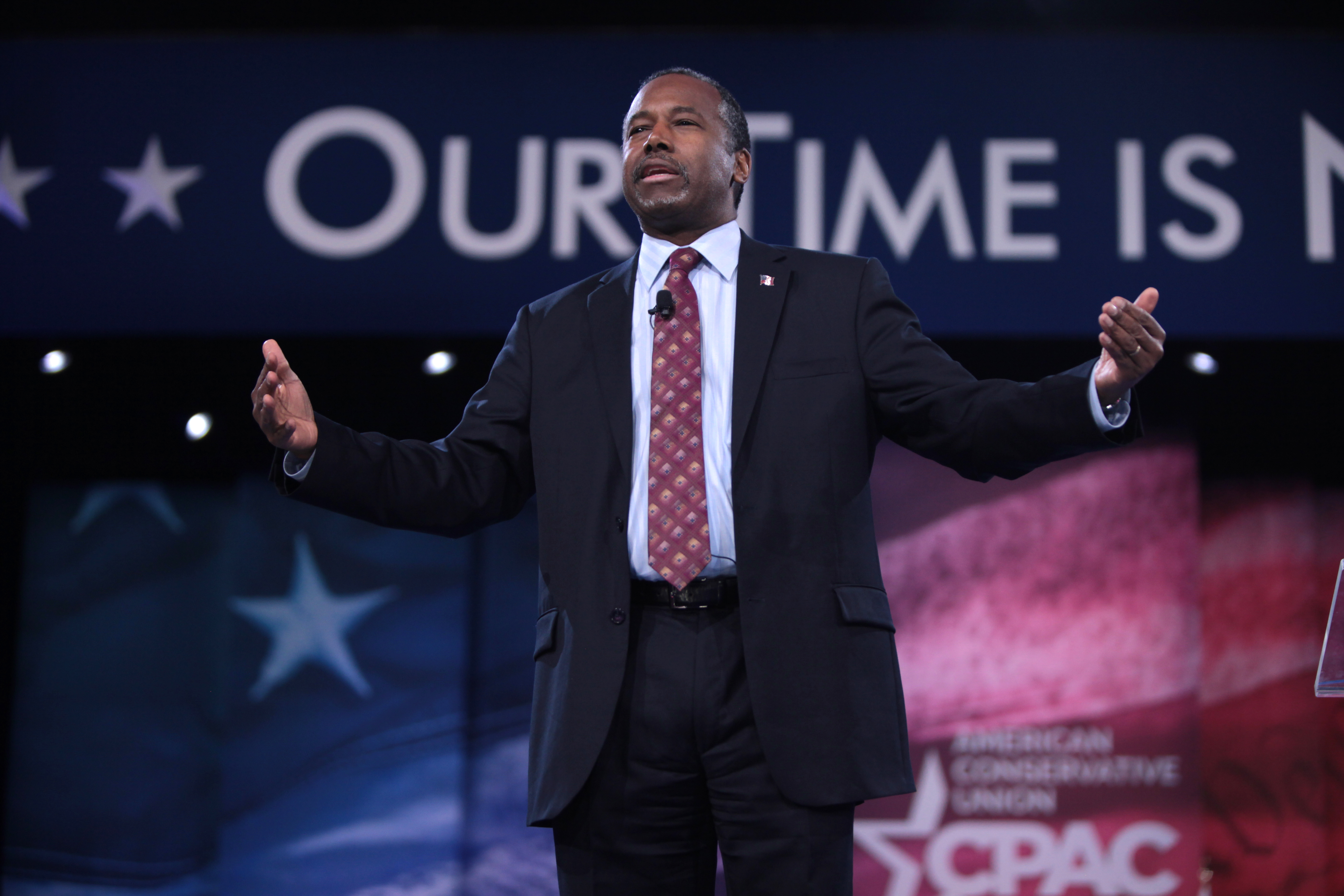
Ben Carson im März 2016 auf der Conservative Political Action Conference (CPAC)

Ende Februar deutete Carson in einem Interview an, dass er sich von seinen Fundraisern getrennt habe, weil der Verdacht bestanden habe, dass diese die Kampagne so gestaltet hätten, dass von ihnen selbst gegründete Unternehmen oder solche, an denen Familienmitglieder beteiligt waren, besonders profitierten. Carsons Team hatte massiv Wahlkampfspenden eingeworben, diese aber weit überproportional wieder für die Spendenwerbung ausgegeben. Dabei setzten die Manager besonders auf teure Methoden wie Direct Mailing und Telemarketing und beauftragten Unternehmen, an denen sie selbst oder Familienmitglieder beteiligt waren. „Wir hatten Leute, die anscheinend die Finanzen nicht verstanden“, sagte Carson im Februar bei CNN, „oder vielleicht taten sie es mit Absicht.“
Damit räumte er die schon seit Monaten von Medien diskutierte Möglichkeit ein, dass Carsons Wahlkampagne als Betrugsmasche angelegt war.
Am 5. März 2016 beendete er seine Wahlkampfkampagne.

### Rolle im Wahlkampf für Donald Trump
Am 11. März 2016, wenige Tage nach seinem Ausscheiden, gab Carson seine Unterstützung für Donald Trump im weiteren Wahlkampf bekannt. Während einer gemeinsamen Pressekonferenz erklärte Trump zudem, Carson sollte seinem Wahlkampfteam als Berater in den Bereichen Gesundheits- und Bildungspolitik angehören. Anfang Mai, nachdem alle übrigen Bewerber ihre Kandidatur aufgaben und Trump de facto als republikanischer Präsidentschaftskandidat feststand, übernahm Carson zeitweise die Leitung bei der Suche nach einem geeigneten Bewerber für das Amt des Vizepräsidenten. Da Trump ankündigte, einen Kandidaten mit politischer Erfahrung vorzuziehen, galt Carson selbst nicht als Anwärter auf diesen Posten. Trump deutete jedoch an, der pensionierte Arzt könne eine Rolle in einer möglichen Trump-Administration spielen.
Nach Trumps Wahlsieg galt Carson als Favorit von Donald Trump für das Amt des Gesundheitsministers. Wenige Tage nach dem Wahlsieg telefonierte Carson mit dem Journalisten Armstrong Williams und ließ durch diesen veröffentlichen:

“Dr. Carson feels he has no government experience, he’s never run a federal agency. The last thing he would want to do was take a position that could cripple the presidency.”

„Dr. Carson glaubt, dass er keine Regierungserfahrung habe, er hat nie eine Bundesagentur geleitet. Das Letzte, das er tun möchte, wäre, eine Position zu bekleiden, die der Präsidentschaft schaden könnte.“

### Rolle im Wahlkampf 2024 für Donald Trump
Carson gilt als einer von Trumps Botschaftern bei evangelikalen Wählern.
Er suggerierte bei einer Rede auf dem Nominierungsparteitag, das Attentat auf Trump in Pennsylvania sei der Höhepunkt der Verfolgung Trumps gewesen. Zuerst hätten 'sie' versucht, Trumps Ruf zu ruinieren. Dann hätten 'sie' versucht, ihn in den Bankrott zu treiben. Dann hätten 'sie' versucht, ihn ins Gefängnis zu stecken. „Und letztes Wochenende versuchten sie, ihn zu töten“. Wer er mit „sie“ meinte, ließ Carson offen.

### Minister im Kabinett Trump
Am 5. Dezember 2016 nominierte der damals gewählte US-Präsident Donald Trump Carson für das Amt des Wohnungsbauministers in seinem Kabinett, nachdem er ihn einige Wochen zuvor ins Gespräch für diese Position gebracht hatte. Er wurde am 2. März 2017 vom US-Senat bestätigt und trat das Ministeramt am selben Tag an. Am 9. November 2020 wurde bekannt, dass er positiv auf das Coronavirus getestet wurde, nachdem bei ihm Symptome aufgetreten waren. Anfänglich waren seine Symptome leicht, dann wurde er „verzweifelt krank“. Trump gab ihn für die Monoklonale Antikörpertherapie frei. Sie habe ihm das Leben gerettet, zeigte sich Carson überzeugt. Seine Amtszeit als Minister endete am 20. Januar 2021 mit der Vereidigung des neuen Präsidenten Joe Biden.

## Auszeichnungen
- 2006: Spingarn Medal, von der National Association for the Advancement of Colored People (NAACP) für herausragende Leistungen eines Afroamerikaners
- 2008: Presidential Medal of Freedom, die gleichrangig mit der Congressional Gold Medal höchste zivile Auszeichnung der Vereinigten Staaten von Amerika

## Rezeption
Carsons bisheriges Leben wurde 2009 mit Cuba Gooding junior in der Hauptrolle verfilmt. Der Film „Begnadete Hände – Die Ben Carson Story“ lehnt sich an seine Biografie an.

## Publikationen
- mit Cecil Murphey: Nimm dir Großes vor. Advent-Verlag, Lüneburg 1996, ISBN 3-8150-1267-8.
- Begnadete Hände. 4. Auflage. Gerth-Medien, Aßlar 1999, ISBN 3-89437-628-7.
- The Big Picture. Zondervan Publishing, Grand Rapids 2000, ISBN 0-310-23834-X.
- Take The Risk. Zondervan Publishing, Grand Rapids 2008, ISBN 978-0-310-25973-2.
- Das Ziel heißt Leben! SCM Hänssler, Holzgerlingen 2008, ISBN 978-3-7751-4907-5.